# Tomb Raider
Pour les articles homonymes, voir Tomb Raider (homonymie).
Tomb Raider (/tum ˈreɪdər/) est une franchise constituée de jeux vidéo d'action-aventure, de comics, romans et de films se centrant sur les aventures du personnage de fiction Lara Croft, aventurière britannique inspirant le titre de la franchise (« Pilleur de tombe » en français).
La série est initialement développée par Core Design qui produit six épisodes, avant d'être reprise en 2003 par Crystal Dynamics avec la collaboration d'Eidos Montréal. Depuis le Tomb Raider original en 1996, la série s'est développée en une franchise médiatique lucrative, et Lara Croft est devenue une icône dans l'industrie du jeu vidéo. Le Guinness des records a reconnu Lara Croft comme étant « l'héroïne humaine de jeux vidéo la plus couronnée de succès », en 2017.
Deux films, Lara Croft : Tomb Raider et Lara Croft : Tomb Raider, le berceau de la vie, ont été produits avec l'actrice américaine Angelina Jolie dans le rôle de Lara Croft. Un troisième film est un reboot sorti en 2018 avec Alicia Vikander dans le rôle de Lara Croft.

## Présentation
Les jeux vidéo Tomb Raider conjuguent les scènes d'action pure à des passages d'aventure et d'énigmes. L'héroïne, Lara Croft, évolue dans des décors en 3D temps réel, accompagnée d'un fond sonore destiné à immerger le joueur dans les décors visités ou à surligner les événements qui arrivent à l'écran (effondrement du décor, dangers, ennemis qui arrivent…).
Dès le premier épisode, cette série connaît un succès planétaire, et les fans de Tomb Raider se multiplient. Après trois premiers épisodes très bien accueillis, et un quatrième qui les surpasse en tous points, la série s'essouffle à cause du manque d'évolution et d'innovation. Après le cinquième épisode, trois ans s'écoulent, et les fans s'impatientent, attendant la sortie du sixième volet, Tomb Raider : L'Ange des ténèbres. L'éditeur de la série, Eidos décide de sortir le jeu avant qu'il ne soit totalement fini, ce qui oblige l'équipe de développement à créer de nombreuses coupures et à supprimer énormément de passages dans cet opus qui aurait pu, selon beaucoup, devenir l'un des meilleurs épisodes de la série. Malheureusement, c'est un épisode terminé à la va-vite et truffé de bugs qui se révèle au public, si bien qu'Eidos finit par retirer la licence de la série à son développeur originel, Core Design, pour la donner à Crystal Dynamics, en 2003.
À la suite de ce changement sort d'abord Tomb Raider: Legend. Dans cet épisode, tout a été retravaillé, du gameplay en passant par le rendu graphique jusqu'à la biographie même de l'aventurière. C'est un épisode assez bien accueilli, car il revient aux origines de Lara et tire un trait sur les environnements jugés trop urbains de l'opus précédent, mais qui déçoit malgré tout par son manque de difficulté. Par la suite, le projet de créer un remake de Tomb Raider 1 est lancé, et deux jeux différents se développent en parallèle : l'un par Core Design, l'autre par Crystal Dynamics. Eidos tranche et décide finalement de publier la version de Crystal Dynamics, Tomb Raider: Anniversary, ce qui signe pour de bon la fin de Core Design quant à la série. Fin 2008, arrive enfin Tomb Raider: Underworld, le dernier épisode sorti sur consoles de sixième génération, qui à l'instar de Tomb Raider: Legend est jugé trop simple par les fans. En mars 2010, Crystal Dynamics annonce Lara Croft and the Guardian of Light, le premier épisode d'une série dérivée, celle des jeux Lara Croft, pour faire patienter les fans en attendant le neuvième épisode.

## Lara Croft

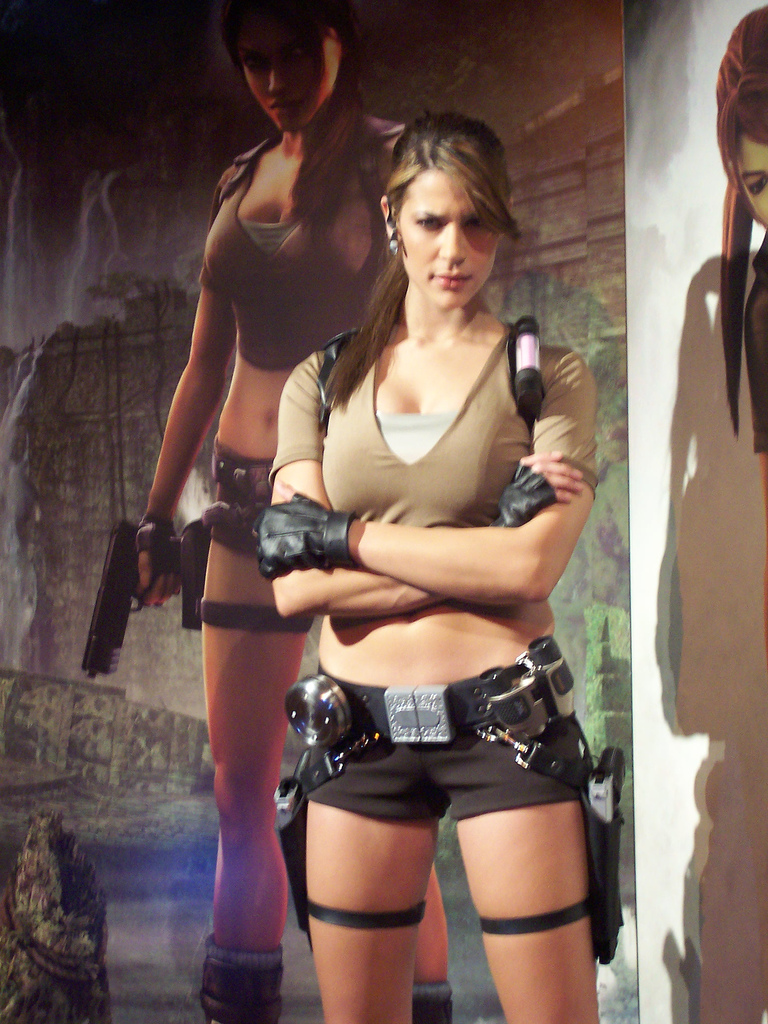
Le premier modèle représentant Lara Croft de Crystal Dynamics : Karima Adebibe.

Le personnage central de Tomb Raider est l'aventurière britannique Lara Croft, une aventurière qui cherche la vérité sur le monde qui l'entoure. Ce personnage a été créé par le designer de Core Design, Toby Gard. Elle apparaît principalement avec un short marron, un haut sans manches bleu ou vert, un holster sur chaque côté, pour garder ses deux pistolets, et enfin un petit sac à dos marron. Au fur et à mesure de l'avancement de la série, son modèle 3D a été amélioré, gagnant entre autres des polygones, et la poitrine du personnage a été augmentée puis réduite.
À la suite de Nathalie Cook, le premier modèle de Lara en 1996, de nombreuses actrices et mannequins ont endossé le rôle de Lara Croft pour des publicités, comme l'actrice Jennifer McHenley, l'actrice britannique Rhona Mitra (modèle officiel pour Tomb Raider II) ou le mannequin Nell McAndrew (modèle officiel pour Tomb Raider III) dans les débuts du jeu. Alison Carroll est la dernière actrice en date à avoir incarné le personnage. L'actrice américaine Angelina Jolie a, quant à elle, interprété le rôle dans les films Lara Croft : Tomb Raider et Lara Croft : Tomb Raider, le berceau de la vie.
Vingt deux ans après la sortie du premier jeu, Lara est encore un des personnages de jeu vidéo les plus reconnaissables. Alternativement vue comme une icône féministe ou un fantasme sexuel, l'impact du personnage sur la culture populaire est indéniable.
Lara Croft est aussi une série de type action-aventure et arcade éditée par Square Enix et développée par Crystal Dynamics, mettant en scène le personnage éponyme.
Elle se distingue de la série-mère par sa vue en 3D isométrique, par l'accent mis davantage sur l'action que sur l'exploration (de façon parfois comparable aux jeux de type hack'n'slash), et par la possibilité de jouer en multijoueur coopératif (local ou en réseau). Le scénario des jeux Lara Croft est par ailleurs indépendant et ne fait pas partie du canon de l'histoire des jeux Tomb Raider.
D'autres jeux sont parus sous le nom Lara Croft, ne reprenant pas le même gameplay que les jeux principaux, mais ayant pour point commun avec ces derniers la volonté de proposer aux joueurs une expérience de nostalgie rappelant les premiers épisodes de la série-mère.

## Épisodes

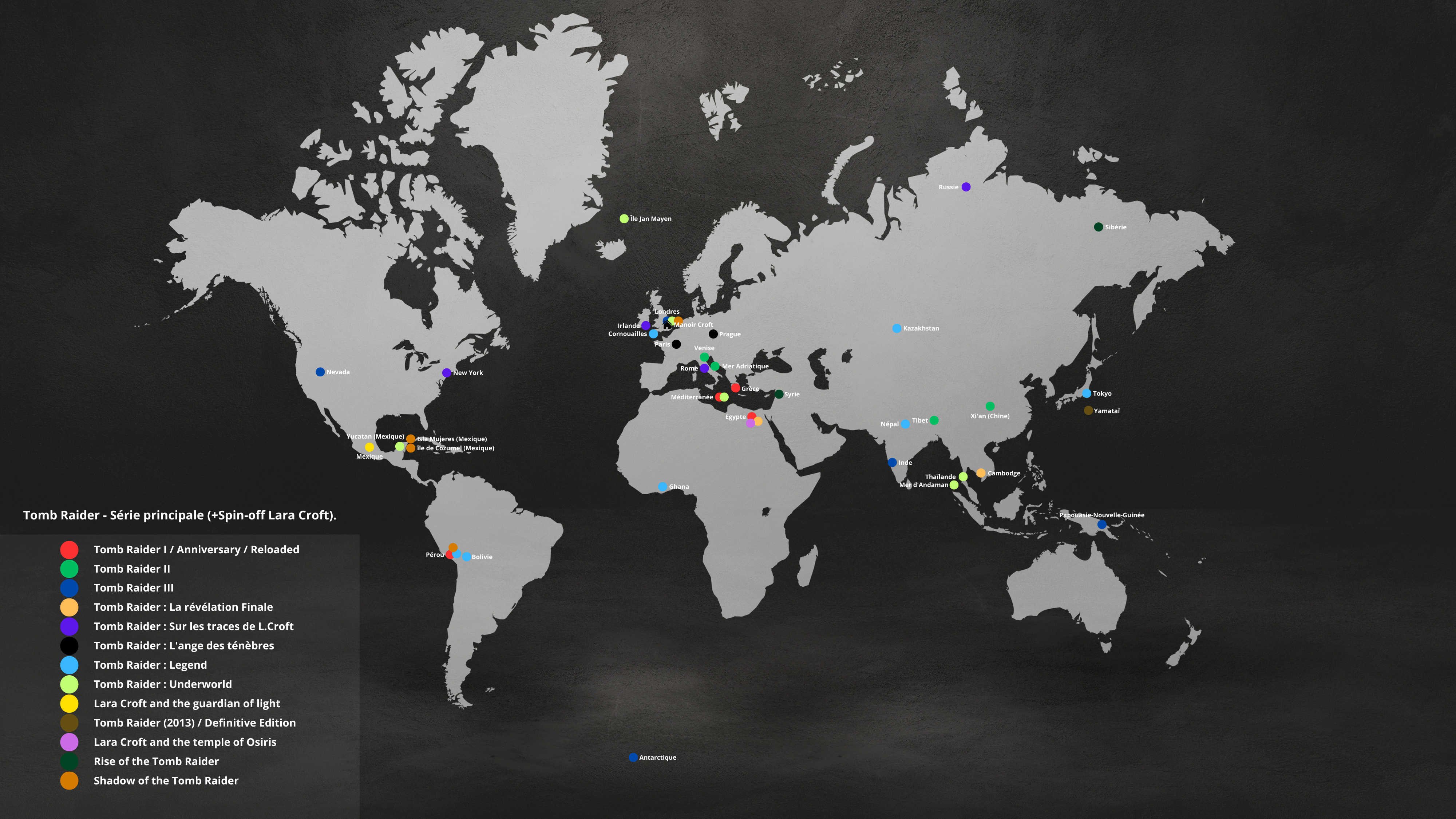
Carte indiquant les lieux visités par Lara Croft dans les jeux vidéo :
Tomb Raider / Anniversary / Tomb Raider Reloaded
Tomb Raider 2
Tomb Raider 3 : Les Aventures de Lara Croft
Tomb Raider : La Révélation finale
Tomb Raider : Sur les traces de Lara Croft
Tomb Raider : L'Ange des ténèbres
Tomb Raider: Legend
Tomb Raider: Underworld
Lara Croft and the Guardian of Light
Tomb Raider (2013)
Lara Croft and the Temple of Osiris
Rise of the Tomb Raider
Shadow of the Tomb Raider

Les six premiers épisodes ont été développés par Core Design, tandis que les suivants l'ont été par Crystal Dynamics. Des jeux ont également été développés sur consoles portables, reprenant parfois les éléments des jeux de Crystal Dynamics. Une série dérivée constituée de deux épisodes, sortie en 2010 nommée Lara Croft and the Guardian of Light, puis en 2014 Lara Croft and the Temple of Osiris a été créée. Cette série s'est étendue sur mobile avec Lara Croft : Relic Run et Lara Croft Go en 2015.
Les trois premiers Tomb Raider, TR 1, 2, et 3, ont été remasterisés dans la compilation Tomb Raider I–III Remastered, sortie sur toutes les plateformes le 14 février 2024.

### Série originale parCore Design

#### L'original:Tomb Raider(1996)
En novembre 1996 paraît le premier opus : Tomb Raider. On y découvre la protagoniste Lara Croft, qui restera l'icône des opus qui suivront. l'aventurière londonienne est contactée par Jacqueline Natla, PDG de Natla Technologies, qui lui demande de retrouver les fragments du Scion des Atlantide, située au Pérou, mais Natla devient rapidement une antagoniste. Lorsque Lara réussit à retrouver les autres morceaux du Scion, situés en Grèce et en Égypte, Natla et ses mercenaires lui volent la relique. Elle lui révèle qu'elle est en réalité une déesse atlante, déchue par ses frères Qualopec et Tihocan pour avoir abusivement utilisé son pouvoir du Scion. Lara parviendra à la rattraper à l'intérieur d'une grande pyramide, que Natla utilise pour faire naître des créatures hostiles, mais également un clone de Lara, qui reproduit dans le jeu l’intégralité des mouvements de l’héroïne. Lara devra se mesurer à Natla et ses créatures avant de s'enfuir de la pyramide qui finit par exploser, sous la force destructrice du Scion.
Les pièges et les énigmes du jeu varient énormément, et demandent de la réflexion de la part du joueur, avec une difficulté croissante tout au long des 15 niveaux du jeu. L'espace totalement en 3D est une révolution à la sortie du jeu.
Une extension nommée Unfinished Business sort en décembre 1998. Dix ans après la sortie du premier jeu, un remake est présenté en 2007 pour l'anniversaire des 10 ans de la saga : Tomb Raider: Anniversary.

#### Deuxième opus:Tomb Raider 2(1997)
Un an après Tomb Raider, un second opus sort : Tomb Raider 2 (parfois sous-titré La Dague de Xian). Dans cet épisode, l'héroïne est à la recherche de la Dague de Xian, et doit affronter un mafioso italien nommé Marco Bartoli, qui cherche à posséder la Dague. Lara parcourt le monde, allant en Chine, en Italie et au Tibet, où se trouve la clé qui permet d'accéder au temple de Xian, pour arrêter l'antagoniste. Ce nouvel épisode reprend totalement le gameplay du jeu précédent, n'ajoutant que quelques interactions, comme attraper une tyrolienne, grimper à une échelle, ou encore utiliser des torches pour éclairer les endroits sombres. Ce deuxième épisode contient par contre une ambiance et des ennemis complètement différents. On passe des temples antiques aux rues de la Mafia de Venise par exemple.
On peut noter que dans cet épisode, Lara change de tenues durant le jeu. De plus, des véhicules (motoneige et bateau à moteur) sont disponibles, permettant de parcourir plus rapidement de grandes distances dans le jeu, ce qui complète le gameplay par rapport au premier épisode, ou tout le jeu se faisait à pied. Les polygones 3D de Lara ont également été améliorés, ce qui lui donne une apparence beaucoup moins « cubique ».
Une extension nommée Tomb Raider 2 : Le Masque d'or sort également en 1997, et contient quelques niveaux en plus.

#### Tomb Raider 3: Les Aventures de Lara Croft(1998)
En novembre 1998, soit deux ans après le premier opus, sort Tomb Raider 3 : Les Aventures de Lara Croft. L'aventurière doit réunir quatre reliques, provenant d'une météorite tombée en Antarctique au temps des Polynésiens, se situant en Inde, en Angleterre, dans la zone 51 et dans le Pacifique Sud, à la demande du docteur écossais Mark Willard. Celui-ci se révèle être un mégalomane obsédé par l'évolution de la race humaine, alors que la météorite transforme les gens en abominations. Bien que les manœuvres se rapprochent sensiblement de celles des précédents titres, de nouvelles caractéristiques permettent une amélioration visuelle des territoires, et quelques interactions (s'accroupir, ramper) font leur apparition.
Une extension nommée Tomb Raider 3 : Le Dernier Artefact sort en 1999, et complète le jeu, avec l'apparition d'un cinquième artefact.

#### Tomb Raider: La Révélation finale(1999)
C'est en fin d'année 1999 que paraît Tomb Raider : La Révélation finale. Dans ce titre, Lara Croft doit ré-emprisonner Seth en Égypte, après l'avoir libéré en prenant son amulette au début du jeu. Celui-ci ayant pris possession du corps de Werner Von Croy, ancien mentor de Lara. Cette dernière devra faire le tour du pays, passant par Alexandrie, Le Caire et Louxor, aidée par l'archéologue français Jean-Yves. Le jeu se termine sur un éboulement, où Lara reste prisonnière.
Les innovations sont nombreuses dans le jeu : Lara est plus détaillée, son visage réellement affiné et ses lèvres bougent quand elle parle. Un nouveau mouvement est ajouté : la possibilité de se suspendre, de se balancer au bout de cordes. De plus, l'histoire se concentre désormais un peu plus sur le personnage et sa biographie, qui était pour l'instant quasi inexistante. Il est souvent considéré comme le meilleur des épisodes développés par Core Design[réf. nécessaire].
Une extension nommée "The Times", qui est le nom d'un journal britannique, sort en 1999. Dans cette extension, Lara explore le tombeau de Toutankhamon. Cette dernière est développée pour promouvoir le journal, qui sort un article sur le 75e anniversaire de la découverte du tombeau, par Howard Carter.

#### Tomb Raider: Sur les traces de Lara Croft(2000)
En novembre sort le cinquième opus, Tomb Raider : Sur les traces de Lara Croft. Le scénario de ce jeu est bien distinct des autres, car il se présente seulement sous forme de flash-backs. En effet, Lara est porté disparue et des amis se remémorent ses excursions à travers le monde, faute d'avoir trouvé son corps en Égypte. Lara se retrouve en Irlande, présentée adolescente, puis adulte à Rome, en Sibérie et à New York.
Cet opus paraît décevant aux critiques, et très peu original. Cependant, un deuxième CD : Tomb Raider Level Editor permet au joueur de créer ses propres niveaux ; chose que les fans demandaient depuis plusieurs années. L'extension a globalement permis au jeu de mieux se vendre. Aucune extension présentant de nouveaux niveaux est développé.

#### Tomb Raider: l'Ange des ténèbres(2003)
Après trois ans d'attente, le sixième opus de Core Design sort enfin : Tomb Raider : L'Ange des ténèbres ; titre qui restera assez mal accueilli par les fans. Effectivement, de nombreux reproches lui ont été adressés : un scénario s'éloignant de l'esprit Tomb Raider, se basant uniquement à Paris et Prague, sur fond de sociétés secrètes et de complot, ainsi que de nombreux bugs présent dans les versions Playstation 2, PC et Mac.
La sanction ne se fait pas attendre : le 30 juillet 2003, soit moins d'un mois après la sortie du jeu, Eidos Interactive annonce qu'il retire la franchise Tomb Raider à Core Design pour la confier au studio Crystal Dynamics,.

### TrilogieL.A.U.par Crystal Dynamics
Crystal Dynamics annonce alors une trilogie, se concentrant surtout sur la biographie de Lara Croft, tout en restant dans un décor proche de l'esprit des jeux vidéo de la franchise.

#### Tomb Raider: Legend(2006)
Crystal Dynamics attend trois ans pour sortir son premier titre : Tomb Raider: Legend. Le scénario se coupe complètement de celui des opus de Core Design ; en effet, dans cet épisode, Lara Croft voyage dans le monde entier et sur presque tous les continents pour rassembler des morceaux de l'épée légendaire du roi Arthur : Excalibur. L'héroïne suit ce but pour retrouver sa mère, qu'elle a perdue lorsqu'elle était encore une enfant.
De nombreuses améliorations apparaissent dans le jeu, tout d'abord beaucoup de personnes voient cet épisode comme un reboot de la série aussi bien au niveau des décors que des manœuvres comme : un grappin pour pouvoir se balancer, accroché à un anneau, ou simplement pour tirer des objets lourds, Lara doit se raccrocher à une paroi si elle fait un saut imprécis. Des Quick Time Event font également leur apparition dans le jeu, dans des moments critiques où la vie de Lara Croft est presque constamment en danger. Des checkpoints sont présents dans les huit niveaux du jeu, afin d'éviter au joueur d'avoir à recommencer la partie après la mort du personnage.
Tomb Raider: Legend a reçu des appréciations positives de la part de la presse spécialisée. En douze semaines, 2,9 millions d’unités ont été vendues dans le monde, dépassant les espérances de l’éditeur,.
Tomb Raider: Legend est finalement le huitième jeu le plus vendu au Royaume-Uni au cours de l’année 2006 selon les données de l’ELSPA.

#### Tomb Raider: Anniversary(2007)
Content de ce succès planétaire, Crystal Dynamics produit aussitôt un deuxième jeu nommé Tomb Raider: Anniversary. Celui-ci est un remake du jeu original Tomb Raider, et sort dix ans après celui-ci, en juin 2007. Tomb Raider: Anniversary n'étant autre qu'un remake de Tomb Raider (1996), il en reprend les fondements et les moments-clés. Néanmoins, des affinements ont été effectués afin de développer certains points par rapport à l'original, tel que l'importance du premier meurtre d'un humain pour Lara, ou encore afin d'établir des liens avec Tomb Raider: Legend. En fait, bien que sorti après Legend, Anniversary constitue le premier épisode de la trilogie. Dans la scène d'introduction Découverte de Natla, un clin d'œil est d'ailleurs fait aux joueurs ayant déjà joué au jeu originel, Natla déclarant à Lara : « C'est un jeu auquel vous avez déjà joué. » Pour un meilleur remake, Crystal Dynamics a employé Toby Gard (le créateur original de Lara) en tant que consultant,.

#### Tomb Raider: Underworld(2008)
Crystal Dynamics sort un troisième opus, qui clôt la trilogie Legend, nommé Tomb Raider: Underworld. Dans ce titre, Lara est désormais à la recherche des gantelets, de la ceinture et du marteau de Thor, pour arriver à Avalon, là où serait emprisonnée sa mère. Elle y retrouve deux antagonistes : Amanda Evert, présente dans le volet Legend, qui cherche à se venger de l'aventurière, et Natla, qui cherche à mettre en place le Septième Âge, nocif à l'humanité. Une fois arrivée à Avalon, Lara rencontre enfin sa mère, qui est devenue un thrall (une sorte de mort vivant) dépourvu d'esprit. L'aventurière mettra fin aux volontés de Natla, avant de s'enfuir du lieu avec Amanda.
Le mot d'ordre concernant le gameplay est « dynamique » : l'environnement, la météo, les objets découverts, les mécanismes, tout est fait pour interagir avec Lara. L'environnement est riche, et la végétation luxuriante. Lara peut détruire et/ou utiliser de nombreuses parties du décor. Les branches par exemple peuvent servir de leviers. Pour la première fois dans un Tomb Raider, la plupart des mouvements de Lara ont été créés par capture de mouvement, afin de lui donner plus de réalisme. Seuls quelques mouvements, ont été recréés artificiellement. Le scénario est décrié par certains fans, considérant que l'épisode est bâclé, ne s'attardant que sur les effets graphiques, et se moquant de la durée de vie. Néanmoins, Tomb Raider: Underworld se fait une place dans les ventes de l'année, et clôt définitivement la trilogie annoncée.

#### Compilation:Tomb Raider: Trilogy(2011)
En 2011 sort une compilation regroupant les trois premiers opus développés par Crystal Dynamics : Tomb Raider: Trilogy. Cette compilation est d'abord sortie sur PlayStation 3 en 2011 puis sur Xbox 360 en 2013.

### Reboot de la série par Square Enix
À la suite du succès en demi-teinte d'Underworld, les développeurs s'interrogent sur la façon de réinventer la série ainsi que le personnage de Lara Croft. Après divers projets que les développeurs estiment trop éloignés du concept original de la franchise, l'idée d'un reboot complet revenant sur les origines de Lara Croft finit par s'imposer.

#### Tomb Raider(2013)
En 2010, Square Enix rachète Eidos Interactive, la société éditrice de la série. Le 5 mars 2013, après une longue attente auprès des fans, Crystal Dynamics et Square Enix sortent Tomb Raider sur PC, PlayStation 3 et Xbox 360, un titre très simple, reprenant le nom originel, qui est effectivement un reboot complet de la série, n'ayant aucun lien scénaristique avec les jeux précédents et mettant en scène une Lara âgée de 21 ans en 2013. Le jeu s'oriente légèrement vers le survival horror, ou plutôt, selon les dire des développeurs, « survival-adventure », avec une Lara Croft plus jeune et plus vulnérable. Il s'agit en effet d'accompagner Lara lors de son périple initiatique sur une île dont elle est une des seules survivantes, et qui verra sa transformation d'une jeune femme lambda en une survivante. Lara y est volontairement plus humaine, moins surpuissante et plus fragile. Le gameplay évolue pour sa part, inspiré par des productions plus modernes comme Uncharted ou Assassin's Creed, vers un monde semi-ouvert et l'utilisation d'un système de visée manuel, une première dans la série.
Lors de son lancement, le jeu s'est vendu à 3,6 millions d'exemplaires, en dessous des prévisions de Square Enix qui espérait que les ventes atteignent 5–6 millions d'unités. Le jeu est alors porté dans une version remaniée sur PlayStation 4 et Xbox One en janvier 2014 appelé Tomb Raider Définitive édition, et finit par atteindre un score proche des 6 millions d'unités vendues en mars 2014. En février 2015, Square Enix annonce avoir écoulé 7,5 millions d'unités toutes plates-formes confondues, ce qui fait de lui l'épisode le plus vendu de la série. En avril 2015, Square Enix annonce avoir écoulé 8,5 millions d'unités, un record pour un jeu de la série,. En novembre 2017 Square Enix annonce avoir vendu 11 millions d'exemplaires dans le monde.

#### Rise of the Tomb Raider(2015)
En 2014, Square Enix annonce Rise of the Tomb Raider, la suite du reboot. Le jeu est sorti le 10 novembre 2015 en exclusivité temporaire sur les consoles Xbox 360 et Xbox One, avant de sortir sur PC début 2016 et sur PlayStation 4 fin 2016. Le 6 janvier 2016, Microsoft annonce avoir écoulé plus d'1 million d'exemplaires du jeu dans le monde (Xbox 360 et Xbox One). En novembre 2017, Square Enix annonce avoir expédié 7 millions d'exemplaires toutes consoles confondues.

#### Shadow of the Tomb Raider(2018)
Fin 2017, Square Enix annonce qu'un nouvel épisode est en développement. Shadow of the Tomb Raider est officialisé en mars et sort le 14 septembre 2018. En février 2019, Square Enix annonce avoir expédié plus de 4 millions d'exemplaires.

### Nouvel épisode
Un nouvel épisode utilisant le moteur Unreal Engine 5 est annoncé en avril 2022. À la suite du rachat de Crystal Dynamics par Embracer Group, ce volet ne sera pas édité par Square Enix Europe qui ne dispose plus des droits de la franchise. En décembre 2022, le studio annonce que le jeu sera édité et distribué par Amazon Games.

## Musique
| Dates/Jeux vidéo                                                    | Style général                      | Principaux compositeurs | Collaborateurs                                                                 | Durée du thème principal | Durée totale                             |
| ------------------------------------------------------------------- | ---------------------------------- | ----------------------- | ------------------------------------------------------------------------------ | ------------------------ | ---------------------------------------- |
| Série Core Design (continuité 1)                                    |                                    |                         |                                                                                |                          |                                          |
| Tomb Raider (1996) (TR1) (novembre 1996)                            | Musique classique, Mystère Antique | Nathan McCree           | Martin Iveson                                                                  | 3:15                     | ~17 minutes                              |
| Tomb Raider 2 (TR2) (novembre 1997)                                 | Musique classique, Fantaisie       | Nathan McCree           | —                                                                              | 2:46                     | ~19 minutes                              |
| Tomb Raider 3 : Les Aventures de Lara Croft (TR3) (novembre 1998)   | Musique classique, Aventure        | Nathan McCree           | Martin Iveson, Peter Connelly et Matthew Kemp                                  | 2:18                     | ~35 minutes                              |
| Tomb Raider : La Révélation finale (TR4) (3 décembre 1999)          | Antique, Mythique                  | Peter Connelly          | —                                                                              | 2:17                     | ~18 minutes                              |
| Tomb Raider : Sur les traces de Lara Croft (TR5) (24 novembre 2000) | Militaire, Peur                    | Peter Connelly          | —                                                                              | 0:33                     | ~16 minutes                              |
| Tomb Raider : L'Ange des ténèbres (TR6) (4 juillet 2003)            | Obscure, Chassé                    | Peter Connelly          | Martin Iveson, Peter Wraight (orchestrateur) et David Snell (chef d'orchestre) | 3:08                     | ~51 minutes                              |
| Série Crystal Dynamics (continuité 2)                               |                                    |                         |                                                                                |                          |                                          |
| Tomb Raider: Legend (7 avril 2006)                                  | Musique du monde, Modern           | Troels B. Folmann       | —                                                                              | 2:20                     | ~180 minutes (segments répété en boucle) |
| Tomb Raider: Anniversary (1er juin 2007)                            | Dramatique, Atmosphérique          | Troels B. Folmann       | —                                                                              | 3:37                     | ~56 minutes                              |
| Tomb Raider: Underworld (21 novembre 2008)                          | Voyage, Chassé, Relaxation         | Colin O'Malley          | Troels B. Folmann (superviseur)                                                | 3:33                     | ~110 minutes                             |
| Seconde série Crystal Dynamics (continuité 3)                       |                                    |                         |                                                                                |                          |                                          |
| Tomb Raider (2013) (5 mars 2013)                                    | Troublant, Familier                | Jason Graves            | Aleksandar Dimitrijevic (la musique du trailer)                                | 2:20                     | 75 minutes                               |
| Rise of the Tomb Raider (13 novembre 2015)                          | Aventure, Familier                 | Bobby Tahouri           | Karen O (musique générique)                                                    | 1:06                     | 64 minutes                               |
| Shadow of the Tomb Raider (14 septembre 2018)                       | Aventure, Familier                 | Brian D'Oliveira        | Martin Stig Andersen (compositeur et concepteur sonore)                        | 3:41                     | 61 minutes                               |

### Reprises
Pour les vingt ans de la saga vidéoludique, la compositrice et pianiste américaine d'origine russe Sonya Belousova a composé un pot-pourri de plusieurs thèmes principaux de la saga, dans un clip mis en scène par Tom Grey :
- Tomb Raider (1996), par Nathan McCree ;
- Tomb Raider : L'Ange des ténèbres, par Peter Connelly et Martin Iveson ;
- Tomb Raider: Legend , par Troels B. Folmann ;
- Tomb Raider (2013), par Jason Graves (en)

## Accueil

### Ventes
Selon Eidos Interactive, au 23 avril 2009, 30 millions d'exemplaires des jeux de la série Tomb Raider ont été vendus dans le monde, toutes plates-formes confondues.
Le 3 mai 2018, Square Enix annonce que la série s'est vendue à plus de 63 millions d'exemplaires.
Le 23 avril 2021, Square Enix annonce que la licence s'est vendue à plus de 82 millions d'exemplaires à travers le monde.[réf. nécessaire]
Le 28 octobre 2021, Square Enix profite des 25 ans de la licence pour annoncer avoir écoulé 85 millions d'exemplaires dans le monde.
Tomb Raider est l'une des séries de jeux vidéo les plus vendues au monde et Lara Croft est l'une des héroïnes les plus connues.
Le 11 octobre 2024, Crystal Dynamics fête les 100 millions d'exemplaires vendus. À cette occasion, le studio révèle une version remastered de Tomb Raider IV-V-VI, développée par Aspyr, et qui sortira le 14 février 2025.

## Jeux dérivés
Un spin-off de la série est annoncé en 2010, portant le nom de Lara Croft and the Guardian of Light. Lara Croft y cherche à récupérer un artefact, accompagnée par un dieu de l'ère précolombienne, nommé Totec. Contrairement aux jeux Tomb Raider, cette version dérivée se distingue par son approche du style jeu d'arcade. Toutefois, elle garde le moteur graphique de Tomb Raider: Underworld. Le jeu adopte un point de vue isométrique. Le gameplay est coopératif, le jeu pouvant être joué à deux joueurs.
Le jeu donne naissance à une véritable série dérivée, la franchise Lara Croft s'agrandissant en 2014 avec le jeu Lara Croft and the Temple of Osiris.
Lara Croft: Reflections, sorti en 2013 en Nouvelle-Zélande et Australie, et début 2014 dans le reste du monde, exclusivement sur iOS 6.1 ou supérieur, est un jeu social de cartes en free to play édité et développé par Square Enix. Ne rencontrant qu'un succès mitigé, ses serveurs ont fini par être fermés en août 2014.
Lara Croft: Relic Run est un jeu de plates-formes de type runner à destination des appareils Android, iOS et Windows Phone. Il a pour particularité d'alterner phases de course, de tir et de conduite de véhicules (quad, moto). Ces derniers, de même que la présence d'un T-Rex et la possibilité de débloquer des tenues emblématiques de Lara Croft, sont des éléments issus des aventures "classiques" de Lara dans les premiers épisodes de Tomb Raider. Le synopsis, brièvement raconté dans une séquence introductive puis par les commentaires de Lara à mesure qu'elle découvre des reliques, tourne autour de la disparition de Carter Bell, ami archéologue de Lara vu dans Temple of Osiris, dans la jungle du Cambodge. Lara tente de retrouver sa trace dans plusieurs pays du monde (seul le Cambodge est disponible au début).
Tomb Raider Reloaded est un jeu action-arcade développé par le studio Emerald City Games, sortie le 14 février 2023 sur iOS et Android.

## Adaptations

### Films
Duologie :
- 2001 : Lara Croft : Tomb Raider de Simon West, avec Angelina Jolie
- 2003 : Lara Croft : Tomb Raider, le berceau de la vie (The Cradle of Life) de Jan de Bont, avec Angelina Jolie

Reboot :
- 2018 : Tomb Raider de Roar Uthaug, avec Alicia Vikander

Courts métrages :
- 2022 : Tomb Raider: The Myth of El Hawa, dessin animé d'Ash Kaprielov et Tina Ljubenkov, avec Jonell Elliott, racontant les évènements consécutifs à La Révélation finale[57]

### Séries d'animation
- 2007 : Revisioned: Tomb Raider
- 2024 : Tomb Raider : La Légende de Lara Croft (Tomb Raider: The Legend of Lara Croft)

### Bande dessinée
- Entre 1997 et 1998, la première apparition de Lara Croft dans l'univers des comics s'est faite dans trois épisodes de Witchblade.
- Tomb Raider a fait l'objet d'une adaptation en comics par le studio Top Cow, scénarisée à l'origine par Dan Jurgens et dessinée par Andy Park. En France, le comics a été traduit par Semic en kiosques et par les éditions USA en librairies. Cette adaptation a été publiée entre 1999 et 2005.
- En 1999, Tomb Raider a également fait l'objet d'une adaptation en bande dessinée franco-belge aux éditions Glénat : Dark Aeons, par Freon et Alex Alice.
- En 2014, l'univers comics de la franchise est rebooté par Dark Horse Comics. Une nouvelle série, basée cette fois-ci sur le reboot de 2013 de Crystal Dynamics et se déroulant dans l'univers des jeux, commence à être publiée. Parallèlement, l'éditeur publie une autre série se déroulant dans l'univers de la série dérivée Lara Croft.

### Pastiches et parodies
Compte tenu du succès fulgurant de Tomb Raider et de la grande popularité de son héroïne, le personnage de Lara Croft a été le sujet de nombreux pastiches et détournement souvent basés sur son physique. Core Design et Eidos n'ont que très moyennement apprécié les plaisanteries et ont fini par se lancer à la chasse aux sites qui contribuaient à la diffusion de ces détournements de l'image de Lara Croft[réf. nécessaire].